# Searsia dracomontana
Searsia dracomontana är en sumakväxtart som först beskrevs av Moffett, och fick sitt nu gällande namn av Moffett. Searsia dracomontana ingår i släktet Searsia och familjen sumakväxter. Inga underarter finns listade i Catalogue of Life.